# 天主教薩爾教區
天主教薩爾教區（拉丁語：Dioecesis Sarhensis）是乍得一個羅馬天主教教區，屬恩賈梅納總教區。
教區成立於1961年9月21日，1972年8月22日易名至今。
教區包括中沙里區和芒杜爾區。2004年有教友111,300人（佔轄區總人口10.3%）、十五個堂區、四十九名司鐸。現任教區主教為愛德蒙‧日唐加。